# 芒特拉若利区
芒特拉若利区（法語：arrondissement de Mantes-la-Jolie）是法国法蘭西島大區伊夫林省所辖的一个区。总面积759平方公里，总人口264269，人口密度320人/平方公里（2018年）。主要城镇为首府芒特拉若利。

## 辖区
芒特拉若利区辖有109个市镇。